# Hamana kolva
Hamana kolva är en insektsart som beskrevs av Delong och Freytag 1966. Hamana kolva ingår i släktet Hamana och familjen dvärgstritar. Inga underarter finns listade i Catalogue of Life.